# 1634
Il 1634 (MDCXXXIV in numeri romani) è un anno  del XVII secolo.

## Eventi
- 6 settembre – Battaglia di Nördlingen: nell'ambito della Guerra dei trent'anni (fase svedese), l'esercito del Sacro Romano Impero sconfigge le forze svedesi e sassoni.

## Nati

### Gennaio
- 7 gennaio - Sofia Eleonora d'Assia-Darmstadt († 1663)
- 7 gennaio - Katarzyna Sobieska, nobile polacca († 1694)
- 16 gennaio - Dorothe Engelbretsdatter, scrittrice norvegese († 1716)
- 17 gennaio - Antonio Draghi, compositore e librettista italiano († 1700)
- 18 gennaio - Orazio Fortunato, vescovo cattolico italiano († 1707)
- 24 gennaio - Paolo Amato, architetto italiano († 1714)
- 25 gennaio - Francesco Ferrari, pittore italiano († 1708)

### Febbraio
- 5 febbraio - Maria Antonia Scalera Stellini, poetessa e drammaturga italiana († 1704)
- 6 febbraio - Giorgio Cristiano della Frisia orientale, principe († 1665)
- 8 febbraio - Teodosio di Braganza, principe portoghese († 1653)
- 18 febbraio - Louis Parrocel, pittore e incisore francese († 1694)
- 19 febbraio - Francesco De Lemene, librettista italiano († 1704)
- 24 febbraio - Petrus von Mascow, giurista tedesco († 1719)
- 27 febbraio - Francesco Baldovini, poeta italiano († 1716)

### Marzo
- 16 marzo - Madame de La Fayette, scrittrice e biografa francese († 1693)
- 20 marzo - Balthasar Bekker, presbitero, filosofo e teologo olandese († 1698)
- 23 marzo - Maria Antonia Colonna, religiosa italiana († 1682)
- 25 marzo - George Bull, teologo e vescovo anglicano inglese († 1710)
- 26 marzo - Domenico Freschi, compositore italiano († 1710)

### Aprile
- 3 aprile - Pier Giulio Dolfin, vescovo italiano († 1685)
- 8 aprile - Giovanni Adolfo di Schleswig-Holstein-Sonderburg-Plön, nobile danese († 1704)
- 9 aprile - Albertina Agnese d'Orange, nobile olandese († 1696)

### Maggio
- 5 maggio - Agostino Chigi, I principe di Farnese, principe italiano († 1705)
- 18 maggio - Vincenzo Gonzaga, nobile italiano († 1714)
- 23 maggio - Crescenzio Onofri, pittore e incisore italiano († 1714)
- 24 maggio - Elisabetta Giuliana di Schleswig-Holstein-Sonderburg-Norburg, nobile tedesca († 1704)
- 26 maggio - Antonio Fineschi da Radda, poeta e drammaturgo italiano († 1698)

### Giugno
- 6 giugno - Maria Elisabetta di Holstein-Gottorp, nobile tedesca († 1665)
- 11 giugno - Marie-Françoise Giffard, religiosa francese († 1657)
- 20 giugno - Carlo Emanuele II di Savoia, nobile italiano († 1675)

### Luglio
- 12 luglio - Giovanni Giorgio I di Sassonia-Eisenach, duca tedesco († 1686)
- 14 luglio - Pasquier Quesnel, teologo e religioso francese († 1719)

### Agosto
- 27 agosto - David Loggan, incisore, disegnatore e editore polacco († 1692)

### Settembre
- 3 settembre - Ciro Ferri, pittore italiano († 1689)
- 5 settembre - Lievin Cruyl, disegnatore e incisore fiammingo
- 6 settembre - Thomas Tryon, mercante, scrittore e saggista inglese († 1703)
- 16 settembre - Anselm Franz von Ingelheim, arcivescovo cattolico tedesco († 1695)
- 22 settembre - Cristiana di Schleswig-Holstein-Sonderburg-Glücksburg, duchessa († 1701)
- 29 settembre - Giuseppe Zanatta, pittore italiano († 1720)

### Ottobre
- 6 ottobre - Vittorio Amedeo di Anhalt-Bernburg, principe tedesco († 1718)
- 18 ottobre - Luca Giordano, pittore italiano († 1705)
- 18 ottobre - Domenico Martire, presbitero e storico italiano († 1705)

### Novembre
- 4 novembre - Johannes Bouwmeester, medico e filosofo olandese († 1680)
- 22 novembre - Christoph Keller, filologo tedesco († 1707)
- 28 novembre - Marie Luise von Degenfeld, nobile tedesca († 1677)

### Dicembre
- 15 dicembre - Thomas Kingo, vescovo luterano danese († 1703)
- 22 dicembre - Maria Anna d'Asburgo († 1696)
- 24 dicembre - William Douglas, duca di Hamilton, nobile scozzese († 1694)
- 29 dicembre - Matthias Alban, liutaio austriaco († 1712)

### Senza giorno specificato
- Clamor Heinrich Abel, musicista tedesco († 1696)
- Bartolomeo Albrici, compositore e musicista italiano
- Filippo Alfieri Ossorio, vescovo cattolico italiano († 1693)
- Alfonso IV d'Este, nobile († 1662)
- Abraham Nicolas Amelot de la Houssaye, storico francese († 1706)
- Giovanni Battista Birago Avogadro, storico e giurista italiano († 1699)
- Giuseppe Bologna, arcivescovo cattolico italiano († 1697)
- Filippo Caffieri, ebanista e scultore italiano († 1716)
- Pedro Antonio Fernández de Castro, nobile spagnolo († 1672)
- Giuseppe Ghezzi, pittore italiano († 1721)
- Antoinette Des Houlières, letterata francese († 1694)
- Johannes Koerbagh, filosofo olandese († 1672)
- Nicolaes Maes, pittore olandese († 1693)
- Giuseppe Maria Mitelli, incisore italiano († 1718)
- Eglon Hendrik van der Neer, pittore olandese († 1703)
- François l'Olonese, pirata francese († 1671)
- Johann Hugo von Orsbeck, arcivescovo cattolico tedesco († 1711)
- Giovanni Domenico Orsi de Orsini, architetto boemo († 1679)
- Francesco Pianta, intagliatore italiano († 1692)
- Jan-Erasmus Quellinus, pittore fiammingo († 1715)
- Benjamin Raule, armatore, corsaro e mercante olandese († 1707)
- Giuseppe Recco, pittore italiano († 1695)
- Vincenzo Roggeri, pittore italiano
- Elizabeth Somerset, nobile britannica († 1691)
- Philip Stanhope, II conte di Chesterfield, nobile inglese († 1714)
- Theodor van der Schuer, pittore e disegnatore olandese († 1707)
- Ludovico Trasi, pittore italiano († 1694)
- Huijbregt van de Venne, pittore olandese († 1682)
- Pieter van der Willigen, pittore fiammingo († 1694)
- Ercole Zani, viaggiatore e scrittore italiano († 1684)
- Marino Giovanni Zorzi, vescovo cattolico italiano († 1678)
- François d'Orbay, architetto e incisore francese († 1697)
- Carlos de Gurrea, politico spagnolo († 1692)

## Morti

### Gennaio
- 3 gennaio - Lodovico Scapinelli, filologo e poeta italiano (n. 1585)
- 12 gennaio - Gómez Suárez de Figueroa y Córdoba, generale e diplomatico spagnolo (n. 1587)

### Febbraio
- 23 febbraio - Ippolito Buzio, scultore italiano (n. 1562)
- 25 febbraio - Albrecht von Wallenstein, generale e politico tedesco (n. 1583)

### Marzo
- 19 marzo - Eleonora degli Albizi, nobildonna italiana (n. 1543)
- 23 marzo - Elizabeth Finch, I contessa di Winchilsea, nobildonna inglese (n. 1556)

### Aprile
- 2 aprile - Virginia Galilei, religiosa italiana (n. 1600)
- 8 aprile - Giovanni Srofenaur, trombettista italiano (n. 1580)
- 28 aprile - Michail Borisovič Šein, generale russo

### Maggio
- 2 maggio - Benedetto Bandiera, pittore italiano
- 9 maggio - Jacob Duwall, generale svedese (n. 1589)
- 12 maggio - George Chapman, drammaturgo, traduttore e poeta inglese (n. 1559)
- 15 maggio - Hendrick Avercamp, pittore olandese (n. 1585)

### Giugno
- 4 giugno - Luca Antonio Virili, cardinale italiano (n. 1569)
- 6 giugno - Giorgio Gustavo del Palatinato-Veldenz, nobile tedesco (n. 1564)
- 25 giugno - John Marston, poeta, drammaturgo e scrittore inglese (n. 1576)

### Luglio
- 8 luglio - Giulio Cesare Capaccio, teologo, storico e poeta italiano (n. 1550)
- 22 luglio - Johann von Aldringen, generale (n. 1588)
- 25 luglio - Francesco di Cosimo de' Medici, militare italiano (n. 1614)

### Agosto
- 2 agosto - Cosimo della Gherardesca, vescovo cattolico italiano (n. 1567)
- 7 agosto - Gregorio Naro, cardinale e vescovo cattolico italiano (n. 1581)
- 9 agosto - Pieter de Jode il Vecchio, incisore, editore e pittore fiammingo (n. 1570)
- 11 agosto - Federico Ulrico di Brunswick-Lüneburg, nobile (n. 1591)
- 18 agosto - Urbain Grandier, presbitero francese (n. 1590)
- 23 agosto - Abaza Mehmed Pascià, politico e militare ottomano (n. 1576)
- 28 agosto - Mariano Valguarnera, oratore, filologo e storico italiano (n. 1564)

### Settembre
- 3 settembre - Edward Coke, politico e giurista inglese (n. 1552)
- 3 settembre - Giovanni Federico di Holstein-Gottorp, arcivescovo luterano tedesco (n. 1579)
- 6 settembre - Federico II di Brandeburgo-Ansbach, nobile tedesco (n. 1616)
- 26 settembre - Dorotea di Anhalt-Zerbst, nobile (n. 1607)

### Ottobre
- 8 ottobre - Francesco Giulio di Sassonia-Lauenburg, nobile tedesco (n. 1584)
- 15 ottobre - Maddalena di Nagasaki, religiosa giapponese (n. 1611)
- 18 ottobre - Giovanni Ulrico di Eggenberg, nobile e politico (n. 1568)
- 19 ottobre - Agnese di Gesù, religiosa francese (n. 1602)
- 31 ottobre - Erasmus Widmann, organista e compositore tedesco (n. 1572)

### Novembre
- 11 novembre - Marina di Omura, religiosa giapponese
- 14 novembre - Sofia di Holstein-Gottorp, duchessa (n. 1569)
- 15 novembre - Johann Staden, organista e compositore tedesco (n. 1581)
- 17 novembre - Giacinto Giordano Ansalone, religioso italiano (n. 1598)
- 18 novembre - Carlo Felice Malatesta, condottiero italiano (n. 1567)
- 19 novembre - Alessandro Carlo Vasa, principe svedese (n. 1614)
- 23 novembre - Wenceslas Cobergher, pittore, incisore e architetto fiammingo
- 29 novembre - Girolamo Dandini, gesuita, teologo e diplomatico italiano (n. 1554)
- 29 novembre - Henry Stanhope, lord Stanhope, nobile e politico inglese (n. 1606)

### Dicembre
- 8 dicembre - Giacomo Mascardi, tipografo italiano (n. 1567)
- 11 dicembre - Fadrique Álvarez de Toledo Osorio, militare e politico spagnolo (n. 1580)
- 15 dicembre - Eugenio Caxés, pittore spagnolo
- 16 dicembre - George Hay, I conte di Kinnoull, nobile e politico scozzese (n. 1570)
- 17 dicembre - Youhanna Makhlouf El Douaihy, arcivescovo cattolico libanese
- 22 dicembre - Matthäus Rader, gesuita, umanista e filologo tedesco (n. 1561)
- 25 dicembre - Lettice Knollys, nobildonna inglese (n. 1543)
- 29 dicembre - Giovanni Alberto Vasa, cardinale e vescovo cattolico polacco (n. 1612)

### Senza giorno specificato
- Turlupin, attore teatrale francese (n. 1583)
- António de Andrade, missionario portoghese (n. 1580)
- Hernando Arias de Saavedra, militare e politico spagnolo (n. 1561)
- Camillo Baldi, letterato italiano (n. 1547)
- Adriano Banchieri, musicista, compositore e poeta italiano (n. 1568)
- Desiderio Bonfini, intagliatore italiano (n. 1576)
- Thomas Button, ammiraglio e esploratore britannico
- Tommaso Contin, scultore e architetto svizzero (n. 1570)
- Giovanni Battista Cortesi, medico italiano
- Randle Cotgrave, lessicografo inglese
- Flaminio Del Turco, architetto e scultore italiano
- Antonio Ferrer, avvocato e diplomatico spagnolo (n. 1564)
- Ludovico Giamagna, vescovo cattolico italiano (n. 1594)
- Gros-Guillaume, attore teatrale francese
- Kabayama Hisataka, militare giapponese (n. 1560)
- Diego Jiménez de Enciso, poeta e drammaturgo spagnolo (n. 1585)
- Robert Johnson, compositore inglese
- Johann Matthias Kager, pittore tedesco
- George Kirbye, compositore inglese
- Hans Krumpper, scultore, stuccatore e architetto tedesco
- Simão Machado, poeta portoghese (n. 1570)
- Simone Molinaro, compositore e editore italiano (n. 1565)
- Johannes Moreelse, pittore olandese (n. 1603)
- Mori Tadamasa, militare giapponese (n. 1570)
- Georg Petel, scultore tedesco
- Ligdan Khan, condottiero e sovrano mongolo (n. 1588)
- Cornelis Danckerts de Rij, architetto e scultore olandese (n. 1561)
- Sigismondo Scaccia, giurista italiano (n. 1564)
- Franz Schmidt, boia tedesco (n. 1555)
- Smeraldo Smeraldi, ingegnere e cartografo italiano (n. 1553)
- Gio Battista Spoletini, giurista italiano (n. 1557)
- Celso Tolomei, nobile italiano (n. 1572)
- Wen Shu, pittrice cinese
- Melchiorre Zoppio, filosofo e drammaturgo italiano (n. 1554)

## Calendario
| Calendario 1634 | Calendario 1634 | Calendario 1634 | Calendario 1634 | Calendario 1634 | Calendario 1634 | Calendario 1634 | Calendario 1634 | Calendario 1634 | Calendario 1634 | Calendario 1634 | Calendario 1634 | Calendario 1634 | Calendario 1634 | Calendario 1634 | Calendario 1634 | Calendario 1634 | Calendario 1634 | Calendario 1634 | Calendario 1634 | Calendario 1634 | Calendario 1634 | Calendario 1634 | Calendario 1634 | Calendario 1634 | Calendario 1634 | Calendario 1634 | Calendario 1634 | Calendario 1634 | Calendario 1634 | Calendario 1634 | Calendario 1634 | Calendario 1634 |
| --------------- | --------------- | --------------- | --------------- | --------------- | --------------- | --------------- | --------------- | --------------- | --------------- | --------------- | --------------- | --------------- | --------------- | --------------- | --------------- | --------------- | --------------- | --------------- | --------------- | --------------- | --------------- | --------------- | --------------- | --------------- | --------------- | --------------- | --------------- | --------------- | --------------- | --------------- | --------------- | --------------- |
|                 | 1               | 2               | 3               | 4               | 5               | 6               | 7               | 8               | 9               | 10              | 11              | 12              | 13              | 14              | 15              | 16              | 17              | 18              | 19              | 20              | 21              | 22              | 23              | 24              | 25              | 26              | 27              | 28              | 29              | 30              | 31              |                 |
| Gennaio         | Do              | Lu              | Ma              | Me              | Gi              | Ve              | Sa              | Do              | Lu              | Ma              | Me              | Gi              | Ve              | Sa              | Do              | Lu              | Ma              | Me              | Gi              | Ve              | Sa              | Do              | Lu              | Ma              | Me              | Gi              | Ve              | Sa              | Do              | Lu              | Ma              |                 |
| Febbraio        | Me              | Gi              | Ve              | Sa              | Do              | Lu              | Ma              | Me              | Gi              | Ve              | Sa              | Do              | Lu              | Ma              | Me              | Gi              | Ve              | Sa              | Do              | Lu              | Ma              | Me              | Gi              | Ve              | Sa              | Do              | Lu              | Ma              |                 |                 |                 |                 |
| Marzo           | Me              | Gi              | Ve              | Sa              | Do              | Lu              | Ma              | Me              | Gi              | Ve              | Sa              | Do              | Lu              | Ma              | Me              | Gi              | Ve              | Sa              | Do              | Lu              | Ma              | Me              | Gi              | Ve              | Sa              | Do              | Lu              | Ma              | Me              | Gi              | Ve              |                 |
| Aprile          | Sa              | Do              | Lu              | Ma              | Me              | Gi              | Ve              | Sa              | Do              | Lu              | Ma              | Me              | Gi              | Ve              | Sa              | Do              | Lu              | Ma              | Me              | Gi              | Ve              | Sa              | Do              | Lu              | Ma              | Me              | Gi              | Ve              | Sa              | Do              |                 |                 |
| Maggio          | Lu              | Ma              | Me              | Gi              | Ve              | Sa              | Do              | Lu              | Ma              | Me              | Gi              | Ve              | Sa              | Do              | Lu              | Ma              | Me              | Gi              | Ve              | Sa              | Do              | Lu              | Ma              | Me              | Gi              | Ve              | Sa              | Do              | Lu              | Ma              | Me              |                 |
| Giugno          | Gi              | Ve              | Sa              | Do              | Lu              | Ma              | Me              | Gi              | Ve              | Sa              | Do              | Lu              | Ma              | Me              | Gi              | Ve              | Sa              | Do              | Lu              | Ma              | Me              | Gi              | Ve              | Sa              | Do              | Lu              | Ma              | Me              | Gi              | Ve              |                 |                 |
| Luglio          | Sa              | Do              | Lu              | Ma              | Me              | Gi              | Ve              | Sa              | Do              | Lu              | Ma              | Me              | Gi              | Ve              | Sa              | Do              | Lu              | Ma              | Me              | Gi              | Ve              | Sa              | Do              | Lu              | Ma              | Me              | Gi              | Ve              | Sa              | Do              | Lu              |                 |
| Agosto          | Ma              | Me              | Gi              | Ve              | Sa              | Do              | Lu              | Ma              | Me              | Gi              | Ve              | Sa              | Do              | Lu              | Ma              | Me              | Gi              | Ve              | Sa              | Do              | Lu              | Ma              | Me              | Gi              | Ve              | Sa              | Do              | Lu              | Ma              | Me              | Gi              |                 |
| Settembre       | Ve              | Sa              | Do              | Lu              | Ma              | Me              | Gi              | Ve              | Sa              | Do              | Lu              | Ma              | Me              | Gi              | Ve              | Sa              | Do              | Lu              | Ma              | Me              | Gi              | Ve              | Sa              | Do              | Lu              | Ma              | Me              | Gi              | Ve              | Sa              |                 |                 |
| Ottobre         | Do              | Lu              | Ma              | Me              | Gi              | Ve              | Sa              | Do              | Lu              | Ma              | Me              | Gi              | Ve              | Sa              | Do              | Lu              | Ma              | Me              | Gi              | Ve              | Sa              | Do              | Lu              | Ma              | Me              | Gi              | Ve              | Sa              | Do              | Lu              | Ma              |                 |
| Novembre        | Me              | Gi              | Ve              | Sa              | Do              | Lu              | Ma              | Me              | Gi              | Ve              | Sa              | Do              | Lu              | Ma              | Me              | Gi              | Ve              | Sa              | Do              | Lu              | Ma              | Me              | Gi              | Ve              | Sa              | Do              | Lu              | Ma              | Me              | Gi              |                 |                 |
| Dicembre        | Ve              | Sa              | Do              | Lu              | Ma              | Me              | Gi              | Ve              | Sa              | Do              | Lu              | Ma              | Me              | Gi              | Ve              | Sa              | Do              | Lu              | Ma              | Me              | Gi              | Ve              | Sa              | Do              | Lu              | Ma              | Me              | Gi              | Ve              | Sa              | Do              |                 |